# Roubaisien
Le Roubaisien est une race de pigeon domestique originaire de France. C'est une race classée comme pigeon de forme.

## Origine et historique
Le Roubaisien est une race créée au tout début du XXe siècle par un industriel de Roubaix, M. Richardson, en croisant des Pies anglais avec des Bagadais français. Elle est présentée pour la première fois lors d'une exposition en 1913. Développée dans un milieu aisé, il était très difficile de s'en procurer durant la première moitié du XXe siècle ; les oiseaux étaient vendus à un prix élevé. Par exemple, un Roubaisien volé en 1921, a été mis en vente pour 45 francs ce qui correspond à plus de 5 700 € de 2023.

## Description
C'est un oiseau de taille moyenne, au bec blanc-rosé et au cou long de 10 cm. Il mesure entre 25 et 30 cm. Des oiseaux plus grands peuvent être trouvés mais c'est considéré comme un défaut, l'oiseau ne correspondant plus au standard. Sa silhouette est élancée ; les ailes et la queue sont courtes. L’œil est vif, avec un iris entièrement blanc (œil perlé) et le contour rouge vif. La femelle pèse 450 g et le mâle 500 g pour une envergure pouvant atteindre 70 cm. Son plumage est lisse et plaqué au corps,,.

## Élevage
Bien que nerveux et difficile à dresser, il est un bon reproducteur et un bon nourricier.

## Standard
Le Roubaisien Club Français est créé en 1976. Classé dans les pigeons de forme, son standard est géré par la France (F/0052). Les animaux sont bagués avec une bague de 9 mm.